# فيك بيلامي
فيك بيلامي (بالإنجليزية: Vic Bellamy)‏ هو لاعب كرة قدم أمريكية أمريكي، ولد في 2 يونيو 1963 في فيلادلفيا في الولايات المتحدة.

## وصلات خارجية
- فيك بيلامي على موقع مرجع كرة القدم المحترفة.كوم (الإنجليزية)
- فيك بيلامي على موقع JustSportsStats.com (الإنجليزية)
- فيك بيلامي على موقع كلية كرة القدم في سبورتس رفرنس.كوم (الإنجليزية)